# Museo diocesano di scienze naturali Antonio De Nardi
Il Museo diocesano di scienze naturali "Antonio De Nardi" è un museo di Vittorio Veneto (provincia di Treviso),  intitolato a don Antonio De Nardi (1928 - 1994), rettore del seminario, insegnante di scienze e ricercatore, al quale si deve la sua creazione.  

## Collezione
Il Museo diocesano di scienze naturali si sviluppa in otto sale dedicate rispettivamente a: 
- zoologia
- botanica e funghi
- mineralogia e cristallografia
- rocce eruttive e metamorfìche
- rocce sedimentarie
- ere geologiche
- fossilizzazione
- geomorfologia del territorio.

All'interno di teche sono esposti minerali, fossili ed una raccolta ornitologica comprendente esemplari imbalsamati provenienti da tutto il mondo.